# Ilattia inornata
Ilattia inornata är en fjärilsart som beskrevs av Walker 1865. Ilattia inornata ingår i släktet Ilattia och familjen nattflyn. Inga underarter finns listade i Catalogue of Life.